# Rhea Durham
 (juin 2017).
Si vous disposez d'ouvrages ou d'articles de référence ou si vous connaissez des sites web de qualité traitant du thème abordé ici, merci de compléter l'article en donnant les références utiles à sa vérifiabilité et en les liant à la section « Notes et références ».
Rhea Durham, née le 1er juillet 1978 à Lakeland, (Floride, États-Unis), est une mannequin américaine.

## Biographie
Elle fait ses débuts dans le mannequinat à l'âge de dix-sept ans, en 1995, après avoir signé avec la Company Agency. Elle a fait la couverture de plusieurs des magazines de mode les plus prestigieux : l’édition française de Vogue, l’édition italienne de Marie Claire et les éditions britannique et américaine de Elle.
En avril 2001, elle signe un contrat avec la marque Revlon. La même année, elle défile lors du Victoria’s Secret Fashion Show.

## Apparition
- Spin City : elle-même (Saison 6 : épisode 9 (Marie-toi ma fille))

## Vie privée
Le 1er août 2009, elle épouse à Los Angeles l'acteur Mark Wahlberg. Le couple a quatre enfants : Ella (2003), Michael (2006), Brendan (2008) et Grace (2010).